# キャンディを守れ!
キャンディを守れ!（きゃんでぃをまもれ！ Operation:P.I.R.A.T.E.）はカートゥーンネットワークで放映中の海外アニメKND ハチャメチャ大作戦のエピソードで、第4話Aパート。
米国では2002年12月20日に初出。日本初放送は2004年9月5日。
- 原作：Tom Warburton
- ストーリーボード：Tom Connor

## あらすじ
ツリーハウスに攻撃を仕掛けて、あらかたキャンディを奪っていったキャンディ海賊たち。キャンディに並々ならぬ情熱を燃やすナンバー5は、奪われたキャンディを取り返すために単身敵の海賊船へと乗り込んでいく。

## 詳細
『恋人たちのパリ（Sweet Revenge）』と書かれた謎の海賊船が近くを通過している中、ナンバー5はどこかから奪ってきたキャンディの宝箱を開いてKNDの仲間たちに分け与えようとする。すると突然ガム大砲が飛んできて、海賊たちがツリーハウスに乗り込んできた。彼らの目的がキャンディだと察知したナンバー5は素早く宝箱を倉庫に隠す。KNDは善戦するが、お菓子を使った兵器に苦戦してすぐにやられてしまった。
ツリーハウスを占拠したことを子分が知らせると、船長のスティッキービアードが入ってきてツリーハウスの全てのキャンディを要求してくる。彼はキャンディに目がないのだ。キャンディだけはやめてくれと抵抗するナンバー5だが、間もなく海賊たちによってツリーハウス中のキャンディが運び出されていく。ナンバー5が倉庫に隠した宝箱入りのキャンディも、スティッキービアードに見つけられてしまう。必死に止めようとして宝箱に飛びかかるナンバー5だが、スティッキービアードは彼女もろとも宝箱を奪い去って悠々と撤退していく。
捕まってしまったナンバー5は海賊船の柱にタフィーで縛り付けられていたが、それを食べることで脱出を図る。周囲をうろつきながら海賊たちに隠れてキャンディの宝箱を取り戻してツリーハウスに戻ろうとするが、企みがばれて見つかってしまう。しかしナンバー5のキャンディにかける情熱を気に入ったスティッキービアードは、彼女に自分の跡継ぎにならないかと誘いをかける。いつかスティッキービアードの歯が全て抜け落ちたら彼の財産のキャンディを全てもらえると聞いて一時は心がゆらぐナンバー5だが、KNDの仲間たちのことを思い出して、この誘いを断ってしまった。
するとスティッキービアードは彼女を追い詰め、ナンバー5は報復として飛び下り台で処刑の危機に立たされてしまう。とうとう落ちかけるナンバー5だが、タイミングよく現われたナンバー2がロープで彼女をキャッチする。それを合図に、空飛ぶ船でナンバー5を助けに来たKNDたちの反撃が始まる。
キャンディやお菓子を使った兵器を駆使しながら、海賊とKNDは激しい攻防を繰り広げる。ナンバー1はキャンディの剣、ナンバー3はガムボール、ナンバー4はガムの破裂を使って敵を倒す。ナンバー2は海賊船の舵を奪おうとして海賊の子分たちと争いを繰り広げる。今度こそKNDたちは見事に海賊たちを追い詰めていく。
ナンバー5は奪われたキャンディの宝箱を探してキャンディの貯蔵庫へ向かう。そこでついに目的の宝箱を見つけるが、スティッキービアードが再び立ちはだかってきた。キャンディの剣で互角に戦う二人だが、ナンバー5の剣が折れてしまいピンチに陥る。
しかし、その時海賊船を大きな衝撃が襲う。舵を奪われてふらふらしていた船が尖った建物の上に乗り上げたのだ。壊れた船倉には大きな穴が空いて大量のキャンディが溢れ出した。それを見ていた沢山の子どもたちがやって来てキャンディを食べ始め、キャンディだらけのスティッキービアードをも埋もれさせてしまった。船の上から大丈夫かと尋ねたナンバー2に、ナンバー5は子どもを甘く見ちゃいけないよねと笑顔で答える。
その後、海賊船を失ったスティッキービアードと子分たちが、しぶとくも夕日に向かって『ほろにが（Bitter Sweet）』と書かれた小さなボートを漕いでいるのであった。

## 主な登場人物
- ナンバー1
- ナンバー2
- ナンバー3
- ナンバー4
- ナンバー5
- スティッキービアード（Stickybeard）
- 二人の子分（ChewyとGooey)

## 補足
ナンバー5が活躍するエピソード。
スティッキービアードの造形や海賊船、空飛ぶ船、ロープによる空中戦や飛び下り台の場面など、ピーターパンが大きなモティーフになっていると思われる。隻腕の海賊という造形のスティッキービアードはまさにフック船長を想起させ、身軽に海賊たちを翻弄するKNDたちはピーターパンを思わせる。永遠に子どもでいたいというテーマ性も、両作品において共通している。
海賊船の横に書かれている『Sweet Revenge』『Bitter Sweet』はどちらも同名の映画が存在する。
なお、最初のシーンでKNDのメンバーが楽しんでいるのは相撲の番組である。原作者のトム・ウォーバートンの日本好きは有名で、自身もブログにて公言している程であり、作品の随所に日本的なモティーフがしばしば登場するのはこのためであると思われる。